# Lissonota chosensis
Lissonota chosensis là một loài tò vò trong họ Ichneumonidae.